# 大韓民国のカトリック
大韓民国のカトリック（だいかんみんこく の カトリック）では、大韓民国におけるローマ・カトリック教会について記述する。

## カトリック人口
現在では全人口の約11%がカトリックであるとされる。

## 歴史
朝鮮半島への伝道活動は18世紀に始まった。カトリック教会の方がプロテスタント各派よりも早く到達した。パリ外国宣教会が宣教を担っていたが、宣教活動は上手く行かなかった。閉鎖的な社会的風潮と儒教の伝統を保持しようとしていた権力によって反キリスト教的な政策が行われ始め、1801年には黄嗣永が処刑された。1866年には丙寅教獄（へいいんきょうごく）が起こり、キリスト教徒から多くの殉教者を出した。信徒が増加したのは朝鮮戦争後だった。1984年にはヨハネ・パウロ2世が、その翌年にはマザー・テレサが韓国を訪問している。

## 大司教区と司教区

朝鮮半島におけるカトリックの教区

大韓民国には北韓地域（北朝鮮）を含め、以下の大司教区と司教区がある。
- ソウル大司教区（一部北朝鮮支配下）
  - 春川教区（一部北朝鮮支配下）
  - 大田教区
  - 仁川教区
  - 水原教区
  - 原州教区
  - 議政府教区（一部北朝鮮支配下）
  - 平壌教区（北朝鮮支配下）
  - 咸興教区（北朝鮮支配下）
  - 徳源自治修道院区（北朝鮮支配下）
- 大邱大司教区
  - 釜山教区
  - 清州教区
  - 馬山教区
  - 安東教区
- 光州大司教区
  - 全州教区
  - 済州教区
- 従軍教区

このうち、全域が北朝鮮の支配下にある平壌教区・咸興教区の司教は、それぞれソウル大司教区・春川教区の大司教・司教が兼任している。

## 著名なカトリック信徒
- 金大建 1984年に聖人として認定された。
- 金大中　第15代大韓民国大統領
- 文在寅　第19代大韓民国大統領
- 張勉　第2代、7代国務総理
- 李会昌　第26代国務総理
- 金寿煥　枢機卿
- 李堈　大韓帝国の皇族
- アン・ソンギ　俳優
- キム・テヒ　俳優
- クォン・サンウ　俳優
- ハン・ヒョジュ　俳優
- 金妍兒　2010年バンクーバーオリンピック女子フィギュアスケート金メダリスト
- ユンナ　歌手
- BoA　歌手
- ピ　歌手